# خاستگاه گونه‌ها
خاستگاه گونه‌ها (به انگلیسی: On the Origin of Species) (با نام کامل On the Origin of Species by Means of Natural Selection, or the Preservation of Favoured Races in the Struggle for Life یا پیرامون آغاز گونه‌ها به وسیله انتخاب طبیعی، یا نگهداری نژادهای اصلح در تنازع بقا) مهم‌ترین اثر چارلز داروین، دانشمند و زیست‌شناس اهل بریتانیا است که در سال ۱۸۵۹ چاپ شد. داروین در این کتاب نظرات جدیدی دربارهٔ فرگشت، پیدایش حیات و انقراض انواع جانداران بیان کرد. کتاب در زمان خود با جنجال‌های فراوان، انقلابی در دانش زیست‌شناسی پدید آورد.

## پیشینه
چارلز داروین پس از پنج سال سفر دریایی با اچ‌ام‌اس بیگل به آمریکای جنوبی نخستین پیش‌نویس این کتاب را در سال ۱۸۴۲ نوشت. پس از آن تا سال ۱۸۴۴ نوشته اولیه را گسترش داد و به حدود ۲۳۰ صفحه رساند. او برای اولین بار نظریه خود را در ژوئیه سال ۱۸۵۸ علنی کرد و یک سال بعد کتاب خاستگاه گونه‌ها در لندن منتشر شد. ۱۲۰۰ نسخه چاپ اول در همان روز نخست انتشار به فروش رفت. عنوان کتاب در ابتدا اصل انواع به کمک انتخاب طبیعی یا بقای نژادهای اصلح در تنازع بقا بود ولی این نام طولانی به مرور زمان جای خود را به «خاستگاه گونه‌ها» داد. در پی انتشار این اثر، کلیسا آن را برای دین زیان‌بار خواند و سیل مخالفت‌ها آغاز شد.

## فصل‌بندی

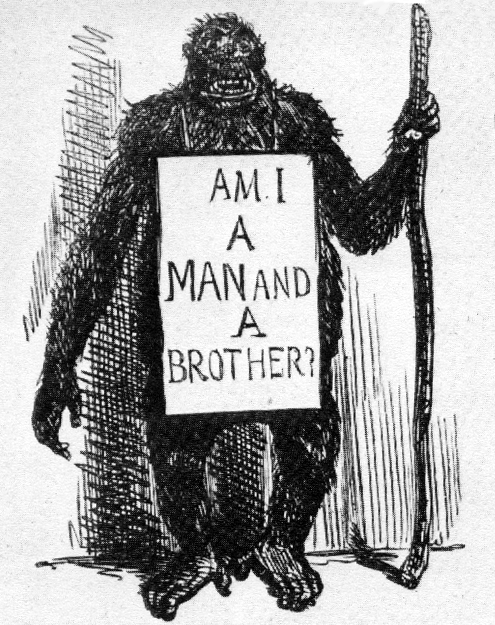
کاریکاتوری در انتقاد از نظریه فرگشت گونه‌های داروین (۱۸۶۱)

کتاب در دوازده فصل گردآوری شده است. چهار فصل ابتدایی دربارهٔ اساس نظریه داروین است. چهار فصل بعدی به بررسی انتقادهایی می‌پردازد که داروین پیش‌بینی کرد ممکن است به نظریه او وارد شود. سه فصل بعدی مربوط به شواهد زمین‌شناسی و پراکندگی گیاهان و جانوران و رده‌بندی و ریخت‌شناسی آن‌هاست. در فصل آخر همۀ آنچه در این کتاب آمده است، به صورت خلاصه بازگو شده است.

## تأثیرگیری
تأثیر کتاب رساله‌ای درباره اصل جمعیت نوشته رابرت مالتوس بر افکار داروین در خاستگاه گونه‌ها مشخص است. مالتوس در کتاب خود پیرامون تأثیر مستقیم حوادثی مانند جنگ و قحطی و بیماری بر کم کردن سرعت افزایش نوع بشر صحبت می‌کند. به نظر داروین رسید که همین عوامل می‌تواند تعداد جانوران و گیاهان را محدود کند. بر اساس این ایده نظریه‌های مشهور انتخاب طبیعی، تنازع بقا و بقای اصلح که پایه و اساس اصل انواع است شکل گرفت. داروین بیست سال برای اثبات نظریه خود و تکمیل دست‌نوشته‌هایش صرف کرد.

## چکیدۀ کتاب
داروین در این کتاب مطرح می‌کند که بررسی انتخاب مصنوعی بهترین موید اصل موضوع انتخاب طبیعی است. به صورتی که پرورش‌دهندگان گیاهان و جانوران، گونه‌ای را که دارای صفتی مورد نظر است را از بین دیگر گونه‌ها انتخاب می‌کنند و آن‌ها را جداگانه و نسل به نسل وادار به جفت‌گیری می‌کنند و سرانجام نوع متفاوتی از نوع قبلی را به وجود می‌آید. به عنوان مثال انواع سگ (خانگی، شکاری، گله و…) که این همه از هم متفاوت هستند، همگی از گرگ نتیجه شده‌اند. داروین این‌گونه استدلال می‌کند که در طبیعت جای "پرورش‌دهنده" به "تنازع بقا" داده شده است. از میان همه انواع موجودات زنده، عده بسیاری محکوم به نابودی هستند و تنها بخشی از آن‌ها که برای بقا سزاوارترند باقی می‌مانند.

## محتویات

### تنوع تحت اهلی‌سازی و طبیعت
در فصل اول به مقوله‌های دامپروری و اصلاح نباتات پرداخته شده است که پیشینه آن به مصر باستان بازمی‌گردد.
در فصل دوم، داروین تمایز بین گونه‌ها و اینکه تنوع دلخواه است را بیان می‌کند. داروین در این فصل نیز از مخالفت و تغییر نظر کارشناسان به هنگام یافته‌های جدید نیز، سخن به میان آورده است.

### تلاش برای وجود، انتخاب طبیعی و واگرایی
در فصل سوم، داروین این سؤال را مطرح می‌کند که چگونه گونه‌های «که من آنها را گونه اولیه نامیده‌ام» گونه‌های مجزا می‌شوند و در جواب مفهوم اصلی را «انتخاب طبیعی» معرفی می‌کند.
فصل چهارم انتخاب طبیعی را تحت عنوان «روابط بی‌نهایت پیچیده و نزدیک … مناسبات متقابل همه موجودات ارگانیک با یکدیگر و شرایط بدنی زندگی آنها» شرح می‌دهد.

### گوناگونی و انتقال موروثی
فصل پنجم به نقل داروین به مباحث اثرات کاربرد و عدم کاربرد پرداخته شده است. او این‌گونه نوشت که «شبهۀ کمی در کاربرد دامپروری در قدرت یافتن و بزرگ شدن برخی اعضا یا تقلیل یافتن آنها در نتیجه عدم کاربرد آنها وجود دارد؛ و بسیاری از تغییرها به خصوصیتی موروثی تبدیل می‌شوند.» و یادآور شد که در طبیعت نیز سازوکار به همین شکل است.

### دشواری‌های فرضیه
در فصل ششم ایرادهای احتمالی فرضیه را که در سه فصل پیش رو مورد بررسی قرار می‌گیرد را ذکر می‌کند. اولین چیزی که معمولاً هیچ نوع واسطه ای بین گونه‌های نزدیک پیدا نمی‌شود، اگرچه این تئوری بر اینکه چنین فرم‌هایی باید وجود داشته باشند، دلالت دارد.
در فصل هفتم (از ویرایش اول) به تکامل حشرات پرداخته شده است. او به عنوان مثال از دو تجربه شخصی خود که در مورد آنها تحقیق کرده است سخن به میان آورده است. یکی مورچه‌های برده‌گیر (مورچه‌هایی که به دیگر کلنی مورچه‌ها به منظور گرفتن کارگر و برده حمله کرده) و ساختار لانه‌های شش ضلعی که زنبورهای عسل درست می‌کنند.
فصل هشتم دربارهٔ این ایده است که گونه‌ها خصوصیات خاصی داشت که مانع باروری جانوران دورگه یا ناخالص می‌شود که در نتیجه این امر از به وجود آمدن گونه‌های جدید جلوگیری می‌شود. داروین خاطر نشان کرد که جدا از مداوم بودن این امر، دشواری در ایجاد جانوران دورگه از گونه‌های مرتبط، زیست پذیری و باروری جانداران دورگه، مخصوصاً گیاهان، بسیار متنوع بوده است.

### پیشینه‌های زمین‌شناسی
فصل نهم به واقعیتی دربارهٔ پیشینه‌های زمین‌شناسی می‌پردازد که بدون وجود فسیل‌های بی‌شمار انتقالی که از تغییرات تدریجی، انتظار می‌رود که در آن به‌طور ناگهانی اشکالی از زندگی به وجود آمده است.
فصل دهم به بررسی اینکه آیا الگوهای موجود در فسیل‌های ثبت‌شده بهتر است که توسط تبار مشترک و تکامل شاخه فسیلی از طریق انتخاب طبیعی باشد یا اینکه با ایجاد گونه‌های ثابت فردی توضیح داده شود.

### توزیع جغرافیایی
فصل یازدهم شواهدی از بیوگرافی را نشان می‌دهد، این فصل با مشاهدات این که تفاوت در گیاهان و جانوران از مناطق جداگانه را نمی‌توان به تنهایی با تفاوت‌های زیست‌محیطی توضیح داد، شروع می‌شود. آمریکای جنوبی، آفریقا و استرالیا همگی مناطقی با آب و هوای مشابه در عرض‌های جغرافیایی مشابه هستند اما این مناطق دارای گیاهان و جانوران بسیار متفاوتی از یکدیگر هستند.
در فصل دوازدهم بحث بیوزیست‌شناسی ادامه می‌یابد. پس از بحث مختصری دربارۀ گونه‌های آب شیرین، به بحث دربارهٔ جزایر اقیانوسی و ویژگی‌های آنها پرداخته می‌شود. به عنوان مثال در برخی از جزایر نقش‌هایی که توسط پستانداران در قاره‌ها بازی می‌شد توسط جانوران دیگر مانند پرندگانی که توانایی پرواز نداشته یا خزندگان انجام می‌شد.
طبقه‌بندی، ریخت‌شناسی، رویان‌شناسی، و ارگانهای بدوی
فصل سیزدهم با مطرح کردن مشاهداتی که طبقه‌بندی به گونه‌ها بستگی دارد آغاز می‌شود. گونه‌هایی که با هم در یک آرایه‌شناسی، یا در یک سیستم چندمرحله‌ای از گروه‌ها یا زیرگروه‌ها بر اساس تنوع در درجه تشابه تشکیل گروه داده‌اند.

### نتیجه‌گیری
فصل آخر، «بازپرداخت و نتیجه‌گیری»، به مرور نکته‌هایی از فصل‌های پیشین می‌پردازد، و داروین با این امید که نظریه وی می‌تواند تغییرهای انقلابی را در بسیاری از زمینه‌های تاریخ طبیعی ایجاد کند، نتیجه‌گیری کرد و کتاب را به پایان می‌رساند.

## بازگردانی به فارسی
این کتاب توسط دکتر نورالدین فرهیخته با نام «منشأ انواع» بازگردانی و توسط نشر نگارستان کتاب در ۷۲۲ صفحه منتشر شده است.